# Turvo (Santa Catarina)
Turvo é um município brasileiro do Estado de Santa Catarina. Localiza-se a uma latitude 28º55'34" sul e a uma longitude 49º40'45" oeste, estando a uma altitude de 38 metros. Sua população estimada em 2021 foi de 13 080 habitantes. Possui uma área de 244,31 km².
Sua principal atividade econômica é a agricultura. Conhecida como "capital da mecanização agrícola e do arroz", o município exibe seu potencial econômico a cada dois anos, na Festa do Colono, em agosto. 
Foi colonizado principalmente por italianos, mostrando a herança cultural dos colonizadores a cada dois anos, na Festália.
Comemora o aniversário de instalação do município no dia 20 de março.
Em Turvo predomina o clima mesotérmico úmido, com verão quente e temperatura média de 19,2°C.
A cidade de Turvo está localizada no Extremo Sul Catarinense, distante 251Km de Florianópolis.Com 12.001 habitantes, Turvo é considerado o coração do Vale do Araranguá e guarda um modelo típico cultural italiano. Atualmente, os acessos principais a Turvo são realizados pela Rodovia BR-101 e Rodovias SC-285, SC-449 e SC-448.

## Informações gerais
Data de fundação - 30 de dezembro de 1948
Data festiva - 20 de março (aniversário de instalação do município)
Principais atividades econômicas - Agricultura
Colonização - Italiana
Localização - Extremo-Sul, na microrregião de Araranguá, a 249 km de Florianópolis
Área: 234,7 quilômetros quadrados
Clima - Mesotérmico úmido, com verão quente e temperatura média de 19,2°C
Altitude - 28 metros acima do nível do mar

## Economia
O ponto forte da economia de Turvo é a agricultura, que está centralizada na produção de grãos. O município é reconhecido como a Capital Brasileira da Mecanização Agrícola, e o terceiro maior produtor de arroz de Santa Catarina. Os principais produtos agrícolas cultivados são arroz, milho, fumo, feijão e banana.
| PIB per capita [2019] | 41.535,79                                                  | 41.535,79 |           |
|                       |                                                            |           |           |
|                       | Percentual das receitas oriundas de fontes externas [2015] | 83,7      | 83,7      |
|                       |                                                            |           |           |
|                       | Índice de Desenvolvimento Humano Municipal (IDHM) [2010]   | 0,740     | 0,740     |
|                       |                                                            |           |           |
|                       | Total de receitas realizadas [2017]                        | 43.294,02 | 43.294,02 |
|                       |                                                            |           |           |
|                       | Total de despesas empenhadas [2017]                        | 38.027,56 | 38.027,56 |

## Educação
| Taxa de escolarização de 6 a 14 anos de idade [2010] | 98,5                                                             | 98,5  |       |
|                                                      |                                                                  |       |       |
|                                                      | IDEB – Anos iniciais do ensino fundamental (Rede pública) [2019] | 6,2   | 6,2   |
|                                                      |                                                                  |       |       |
|                                                      | IDEB – Anos finais do ensino fundamental (Rede pública) [2019]   | 4,9   | 4,9   |
|                                                      |                                                                  |       |       |
|                                                      | Matrículas no ensino fundamental [2021]                          | 1.258 | 1.258 |
|                                                      |                                                                  |       |       |
|                                                      | Matrículas no ensino médio [2021]                                | 365   | 365   |
|                                                      |                                                                  |       |       |
|                                                      | Docentes no ensino fundamental [2021]                            | 192   | 192   |
|                                                      |                                                                  |       |       |
|                                                      | Docentes no ensino médio [2021]                                  | 109   | 109   |
|                                                      |                                                                  |       |       |
|                                                      | Número de estabelecimentos de ensino fundamental [2021]          | 8     | 8     |
|                                                      |                                                                  |       |       |
|                                                      | Número de estabelecimentos de ensino médio [2021]                | 1     | 1     |

IBGE-Dados Munuicípio de Turvo.png

## Trabalho
| TRABALHO E RENDIMENTO | TRABALHO E RENDIMENTO                                                                             |       |       |
| --------------------- | ------------------------------------------------------------------------------------------------- | ----- | ----- |
|                       | Salário médio mensal dos trabalhadores formais [2020]                                             | 2,2   | 2,2   |
|                       |                                                                                                   |       |       |
|                       | Pessoal ocupado [2020]                                                                            | 5.015 | 5.015 |
|                       |                                                                                                   |       |       |
|                       | População ocupada [2020]                                                                          | 38,6  | 38,6  |
|                       |                                                                                                   |       |       |
|                       | Percentual da população com rendimento nominal mensal per capita de até 1/2 salário mínimo [2010] | 29,7  | 29,7  |

## Saúde
| Mortalidade Infantil [2020] | 12,27                                | 12,27 |     |
|                             |                                      |       |     |
|                             | Internações por diarreia [2016]      | 1,4   | 1,4 |
|                             |                                      |       |     |
|                             | Estabelecimentos de Saúde SUS [2009] | 10    | 10  |